# لیسا ناد لابم
لیسا ناد لابم (به چکی: Lysá nad Labem) یک منطقهٔ مسکونی در جمهوری چک است که در ناحیه نیمبورک واقع شده‌است. لیسا ناد لابم ۸٬۹۸۸ نفر جمعیت دارد.